# Aphelinus tiliaphidis
Aphelinus tiliaphidis är en stekelart som beskrevs av Li och Zhao 1998. Aphelinus tiliaphidis ingår i släktet Aphelinus och familjen växtlussteklar. Inga underarter finns listade i Catalogue of Life.